# Liste der Kulturdenkmale in Tragnitz
In der Liste der Kulturdenkmale in Tragnitz sind die Kulturdenkmale des Leisniger Ortsteils Tragnitz verzeichnet, die bis Mai 2023 vom Landesamt für Denkmalpflege Sachsen erfasst wurden (ohne archäologische Kulturdenkmale). Die Anmerkungen sind zu beachten.
Diese Aufzählung ist eine Teilmenge der Liste der Kulturdenkmale in Leisnig.

## Tragnitz
| Bild                                    | Bezeichnung | Lage                   | Datierung | Beschreibung | ID       |
| --------------------------------------- | --- | ---------------------- | --- | --- | -------- |
| Direkt Bild zu diesem Denkmal hochladen | Häusleranwesen | Fabrikstraße 5 (Karte) | 18. Jahrhundert | Ländliches Wohnhaus, vermutlich 18. Jahrhundert, mit Frackdach durch traufseitige Erweiterung, hausgeschichtlich von Bedeutung. - Wohnhaus: mit Satteldach und Fachwerk im Obergeschoss, traufseitige Erweiterung mit Frackdach, Ecklage - Seitengebäude: Rückseite tiefgezogenes Dach, Fachwerk, um 1720 vermutlich, der Bau einzigartig in Leisnig, Haus teilweise abgebrochen, Denkmalwert nicht mehr gegeben | 08967586 |
| Direkt Bild zu diesem Denkmal hochladen | Wohnhaus in halboffener Bebauung | Hauptstraße 15 (Karte) | Um 1860 | Städtisches Wohnhaus, Putzfassade mit schlichter Gliederung, ortsentwicklungs- und baugeschichtlich von Wert. Zwei Geschosse, sechs Achsen, Putzfassade mit schlichter Putzgliederung, Bruchstein-Ziegel-Mauerwerk, ziegelgedecktes Satteldach, Sandsteingewände, mit Tordurchfahrt, original: Haustür mit Oberlicht, Tor mit Oberlicht, Fenster im Obergeschoss mit Winterfenstern, Erdgeschoss ein Klappladen. | 08967429 |
| Direkt Bild zu diesem Denkmal hochladen | Ehemaliges Wohnstallhaus eines Bauernhofes | In der Aue 5 (Karte)   | Um 1850 | Obergeschoss Fachwerk, weit in den Landschaftsraum der Aue wirkender Bau, bau- und sozialgeschichtlich von Bedeutung. Zwei Geschosse, Obergeschoss Sicht-Fachwerk, Erdgeschoss Bruchstein-Mauerwerk, Krüppelwalmdach, Dach neu gedeckt, Gewände der Haustür und teilweise der Fenster im Erdgeschoss aus Rochlitzer Porphyrtuff, vermutlich ehemals andere Anschrift, 2011 leerstehend. | 08967585 |
| Weitere Bilder                          | St.-Pankratius-Kirche mit Ausstattung, Denkmal für die Gefallenen des Ersten Weltkrieges, Luthereiche sowie Kirchhof mit Grabmalen (u. a. Familien Bernhardt, Gerber, Kunath, Hentschel, Golde) | Kirchweg (Karte)       | 15.–17. Jahrhundert (Kirche); 1652 (Kanzel); 1659 (Altar); 1904 (Buntglasfenster Saalnord- und –südseite sowie Orgel mit Prospekt) | Landschaftsprägende Saalkirche mit Turmumbau von 1904, Kirchhof mit einigen künstlerisch anspruchsvollen Grabmalen, kunsthistorisch und ortsgeschichtlich von Bedeutung. - Kirche: Malerisch am Ufer der Mulde unterhalb des Leisniger Burgbergs gelegene Saalkirche. Vom spätgotischen Bau des 15. Jahrhunderts der Chor und der Turmunterbau erhalten, im 17. Jahrhundert das Innere neu ausgestaltet (Datum der Innenrenovierung 1659 auf der Rückseite des Altars). Das heutige Erscheinungsbild durch den von Fritz Drechsler 1904 in Jugendstilformen errichteten und von Paul Horst-Schulze ausgemalten Saal und das Turmobergeschoss bestimmt. Die Ausstattung des 17. Jahrhunderts in den neuen Bau integriert. Der Turm 1985/86 restauriert. Putzbau, der eingezogene Chor mit ⅜-Schluss, die Strebepfeiler am Chor weisen auf die ursprünglich geplante Wölbung hin, gedrungener Dachreiter, Spitzbogenfenster am Chor, am Saal dreibahnige Fenster mit geradem Sturz, das mittlere sehr breit, das Traufgesims mit Balkenköpfen. An der Chornordseite Sakristei von 1904, an der Südseite niedrige Kapelle. Der Westturm im unteren Bereich noch gotisch, das Glockengeschoss von 1904, Spitzbogenportal, darüber Spitzbogenfenster. Im Innern erweist sich die Kombination der Gestaltungsformen des Barocks und Jugendstils von besonderem Reiz. Im Chor mit kräftigen Ranken bemalte Felderdecke von Tobias Perthes, 1688. Davon im Saal Kopie mit dem Gemälde des Pantokrators von Paul-Horst Schulze. Der spitze, profilierte Triumphbogen noch spätgotisch, daneben an der Saalostwand Wandmalereien mit je zwei überlängten, musizierenden Engeln, 1904. Die Emporen an den drei Seiten des Saals greifen die Formen der Empore an der Chornordwand (1735) auf, die Holzpfeiler jedoch mit Jugendstilelementen. An der Chornordwand eine zweite, konvex gebildete Empore auf hohen gedrehten Holzsäulen (hier ehem. die Orgel). An der Brüstung gemalte Kartuschen mit Szenen aus dem AT und NT, deren Themen die Lobpreisung Gottes durch die Musik beinhalten. Der Beichtstuhl an der Chorsüdseite, kunstvoll mit gedrehten Säulen, durchbrochenen Aufsätzen und gemalten Kartuschen mit Sprüchen verziert, 18. Jahrhundert (die heutige dreiteilige Sitzbank nachträglich eingesetzt). An der gegenüberliegenden Wand weiterer Beichtstuhl, jedoch kleiner und in kräftiger weiß-blauer Fassung, 17. Jahrhundert. Der Altar mit reich verziertem architektonischen Aufbau vom Bildhauer Valentin Otte und dem Maler Johann Richter aus Meißen, 1659. In der Predella das Abendmahl. Im rundbogig geschlossenen Hauptfeld plastische Kreuzigungsgruppe, in den von Säulen gerahmten seitlichen Nischen und über dem verkröpften Gesims Figuren der Evangelisten. Darüber eine geschweifte Kartusche mit Gemälde der Kreuzabnahme, im Auszug die Figur des Salvators. Seitlich in Medaillons Darstellung der Aufrichtung der Ehernen Schlange und der Opferung Isaaks. Kanzel auf Porphyrsäule mit polygonalem Kanzelkorb, zwischen gedrehten Säulchen in Kartuschen die gemalten Darstellungen der Evangelisten, Moses und Christus, 1652. Der Schalldeckel mit kräftigem Gesims und durchbrochener Attika. Die Kanzeltür mit der Darstellung des barmherzigen Samariters und Jakobs Traum von der Himmelsleiter. Qualitätvolle Mondsichelmadonna an der Chorempore im Stil der „Schönen Madonnen“, um 1460. Sakraments-häuschen an der Chornordseite, über Halbsäule Nische mit schmiedeeisernem Gitter, im Rundbogenfeld Relief mit dem Antlitz Christi, Ende 15. Jahrhundert. Im Chor Kirchenvorstehergestühl in Spätrenaissanceformen, um 1660. An der Westwand Chorgestühl aus Klosterbuch. Die Wangen mit kunstvoll durchbrochenen Weinranken, 1. Hälfte 15. Jahrhundert. Buntglasfenster an der Saalnord- und -südseite nach Entwürfen von Paul-Horst Schulze mit Darstellung der Vertreibung aus dem Paradies und der Kreuzigung, 1904. Jehmlich-Orgel mit beachtenswertem Jugendstilprospekt von 1904, klanglich verändert 1937. Fünf großformatige Hängeleuchter mit gemalten Engelsdarstellungen, 1904. - Grabmale: - Fam. Bernhardt mit Einfassung: um 1904 und Kissenstein, Heinrich Friedrich - Kindergrab, Kunststeinplastik „Dita“: betendes Kind an Urne um 1915 - Grabmal Hentschel, Kunststein mit Frauenskulpturen: Olga Hentschel, gestorben 22.1.1933 in den USA, Alfred Hentschel, gestorben 1940, Ida Hentschel, gestorben Mai 1954, heute Familie Schnurpfeil - Wandstele Kunath: 1907, Wilhelm Ehregott Kunath, Gutsbesitzer in Dobernitz, 21. Juli 1832 – 23. Oktober 1907, Clara Auguste Kunath, geborene Gasch, 17. Juli 1836 – 31. Juli 1925 - Grabplatte Friedrich Erwin Gerber, 1859 – 1932 an der Südwand des Chores - Pfarrer i. R. Moritz Paul Golde, 1867 – 1943, Porphyrtuff, Schwarzsäulen, Kunststoff-Kapitelle - Luthereiche: gepflanzt am 10. November 1883 anlässlich des 400. Geburtstages von Luther - Kriegerdenkmal für die im Ersten Weltkrieg gefallenen Gemeindeangehörigen: um 1925, Porphyrtuff mit Relief eines trauernden Soldaten (sie starben für uns) - Südvorhalle mit Luther-Relief und Inschrift „Eine feste Burg ist unser Gott“ | 08967427 |
|                                         | Ehemalige Kirchschule mit Anbau | Kirchweg 4 (Karte)     | 1869 | Putzfassade, Dokumentations- und Erinnerungswert, von ortshistorischem Interesse, Bedeutung für die Volksbildung. Zwei Geschosse, Sieben Achsen, Putzfassade, Satteldach, Sandstein-Fenstergewände, Fenster im Obergeschoss überwiegend original, Bruchsteinmauerwerk, Schieferdeckung. Vermutlich drittältester Schulbau des Ortes, einen Bau gab es 1595, der zu diesem Zeitpunkt als baufällig beschrieben wurde. 1723 wurde eine neue Schule erbaut. Das heute stehende Gebäude stammt aus dem Jahr 1869. Darin wurden die Kinder von Tragnitz, Fischendorf, Zollschwitz und Hetzdorf unterrichtet. | 08967428 |
|                                         | Pfarrhaus | Kirchweg 5 (Karte)     | 1852 | Putzfassade mit Satteldach, gegenüber der Tragnitzer Kirche, Geschichts- und Erinnerungswert, ortsbildgestaltend. Zwei Geschosse, sieben Achsen, Putzfassade, Satteldach, Natursteingewände, original: Haustür und Oberlicht, am 30. September 1852 wurde die neu erbaute Pfarrwohnung von der Kirchfahrt übergeben (laut Sächsischer Kirchengalerie). | 08967584 |

## Tabellenlegende
- Bild: Bild des Kulturdenkmals, ggf. zusätzlich mit einem Link zu weiteren Fotos des Kulturdenkmals im Medienarchiv Wikimedia Commons. Wenn man auf das Kamerasymbol klickt, können Fotos zu Kulturdenkmalen aus dieser Liste hochgeladen werden:
- Bezeichnung: Denkmalgeschützte Objekte und ggf. Bauwerksname des Kulturdenkmals
- Lage: Straßenname und Hausnummer oder Flurstücknummer des Kulturdenkmals. Die Grundsortierung der Liste erfolgt nach dieser Adresse. Der Link (Karte) führt zu verschiedenen Kartendiensten mit der Position des Kulturdenkmals. Fehlt dieser Link, wurden die Koordinaten noch nicht eingetragen. Sind diese bekannt, können sie über ein Tool mit einer Kartenansicht einfach nachgetragen werden. In dieser Kartenansicht sind Kulturdenkmale ohne Koordinaten mit einem roten bzw. orangen Marker dargestellt und können durch Verschieben auf die richtige Position in der Karte mit Koordinaten versehen werden. Kulturdenkmale ohne Bild sind an einem blauen bzw. roten Marker erkennbar.
- Datierung: Baubeginn, Fertigstellung, Datum der Erstnennung oder grobe zeitliche Einordnung entsprechend des Eintrags in der sächsischen Denkmaldatenbank
- Beschreibung: Kurzcharakteristik des Kulturdenkmals entsprechend des Eintrags in der sächsischen Denkmaldatenbank, ggf. ergänzt durch die dort nur selten veröffentlichten Erfassungstexte oder zusätzliche Informationen
- ID: Vom Landesamt für Denkmalpflege Sachsen vergebene, das Kulturdenkmal eindeutig identifizierende Objekt-Nummer. Der Link führt zum PDF-Denkmaldokument des Landesamtes für Denkmalpflege Sachsen. Bei ehemaligen Kulturdenkmalen können die Objektnummern unbekannt sein und deshalb fehlen bzw. die Links von aus der Datenbank entfernten Objektnummern ins Leere führen. Ein ggf. vorhandenes Icon  führt zu den Angaben des Kulturdenkmals bei Wikidata.